# Ericabij
De ericabij (Megachile analis) is een bij uit de onderfamilie Megachilidae, de behangersbijen.

## Verspreiding
Deze behangersbij komt Nederland en België voor in natte heidegebieden en in de duinen. Lang werd aangenomen dat de soort in Nederland alleen voorkwam in het waddendistrict, maar in 2008 werd een populatie aangetroffen op een heideterrein van Natuurmonumenten in Limburg. De ericabij komt voor op de Nederlandse Rode Lijst Bijen) als kwetsbaar.

## Herkenning
De ericabij wordt 11 tot 13 mm lang en heeft vrij dichte geelbruine beharing. De beharing is op de bovenzijde van het borststuk en achteraan het achterlijf meer donkerbruin. De buikschuier is rood, maar aan de achterkant zwart. Het gemakkelijkst te herkennen zijn de vrouwtjes, aan de kenmerkende witgrijze, viltige beharing op de bovenkant van het laatste achterlijfssegment.

## Levenswijze
De soort nestelt in zelfgegraven nestgangen op open plekken. Als bouwmateriaal knipt de bij met haar kaken ronde bladstukken uit de bladeren van berk, eik en roos. Hiervoor zouden in Noord-Europa ook stukken uit berkenbast geknipt worden. Deze stukken, die langer zijn dan de bij zelf, worden naar het nest gedragen en aan het eind van de nestgang tot vingerhoed gevouwen tegen de wand gelegd. Deze nestcellen worden voor de helft gevuld met nectar en pollen en hierop wordt vervolgens een ei gelegd. Vervolgens wordt deze broedcel afgesloten door er enkele andere bladstukken op te leggen. Omdat de bijen zich voor het knippen van bladstukken vaak op één of enkele planten concentreren, is het aantreffen van struiken of bomen met bladsnijdersporen vaak een belangrijke aanwijzing voor de aanwezigheid van de ericabij. In Nederland foerageert de ericabij voornamelijk op gewone dophei (Erica tetralix) en daaraan dankt zij haar naam. De heidekegelbij (Coelioxys quadridentata) legt als broedparasiet haar eieren in het nest van deze soort en is in Nederland zeldzaam.